# 연수 (집금오)
연수(延壽, ? ~ ?)는 전한 중기의 관료이다. '연수'는 이름자로, 성씨는 알 수 없다. 안사고는 이연수와 동일인물이라고 주장하였으나, 근거는 알 수 없다.

## 생애
원평 원년(기원전 74년), 소제가 붕어하고 창읍왕이 즉위하였으나, 행실이 불량하였다. 대장군 곽광을 비롯한 대신들은 창읍왕 폐위를 주장하였고, 집금오 연수는 이에 동참하여 상주문에 이름을 올렸다.

## 출전
- 반고, 《한서》
  - 권19하 백관공경표 下
  - 권68 곽광김일제전

| 전임 이수 | 전한의 집금오 (기원전 74년 당시) | 후임 벽병 |